# Облянищево
Облянищево — деревня в Можайском районе Московской области в составе сельского поселения Спутник. Численность постоянного населения по Всероссийской переписи 2010 года — 72 человек. До 2006 года Облянищево входило в состав Кожуховского сельского округа.
Деревня расположена в центральной части района, примерно в 10 км к северо-востоку от Можайска, у истоков малой речки Сампулинка (бассейн Ведомки, правого притока Москва-реки), высота центра над уровнем моря 192 м. Ближайшие населённые пункты — Аникино в 1 км на юго-запад, Новый Путь в 2 км на запад и Захарьино в 2,5 км на юг.
Через деревню проходит региональная автодорога 46Н-05497 Можайское шоссе — Шаликово.
В октябре 1941 года была захвачена немецкими войсками. Освобождена 15 января 1942 года частями 50 стрелковой дивизии, однако из-за контратаки противника дивизия оставила Облянищево. Лишь в ночь с 15 на 16 января деревню удалось отбить.